# Nualphan Lamsam

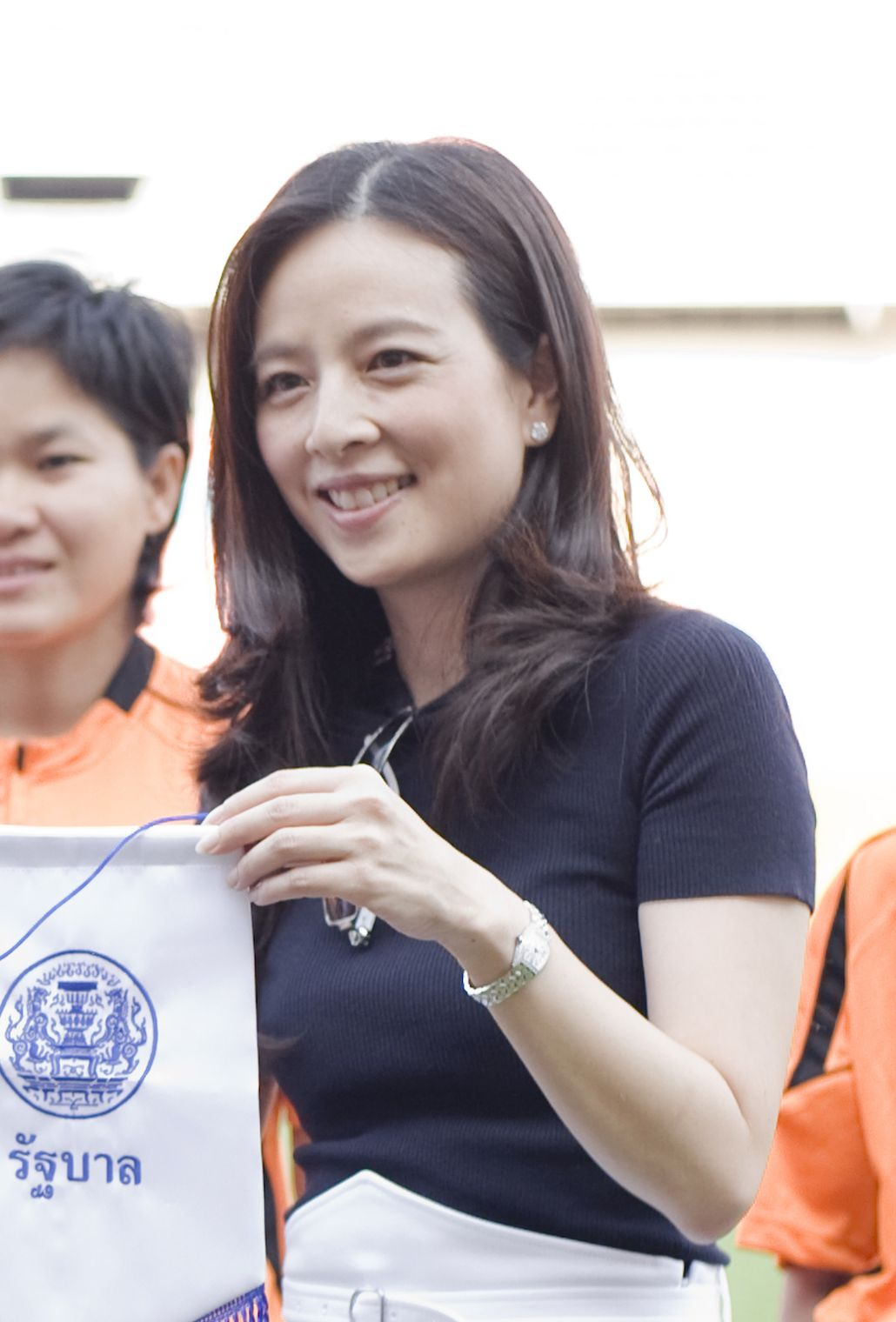
Nualphan Lamsam (Februar 2010)

Nualphan Lamsam (thailändisch นวลพรรณ ล่ำซำ, RTGS-Umschrift Nuanphan Lamsam; * 21. März 1966 in Bangkok) ist eine thailändische Managerin, Sportfunktionärin und Politikerin (Demokratische Partei).
Sie ist auch unter ihrem Spitznamen Madame Pang bekannt.

## Werdegang
Nualphan Lamsam studierte zuerst an der Chulalongkorn-Universität im Bachelor und später auch an der Boston University im Master Management. Sie ist seit Februar 2014 Chief Executive Officer der Muang Thai Life Assurance PCL, war jedoch bereits vorher für das Unternehmen in verschiedenen Positionen tätig. Sie amtierte zudem zwischen 2006 und 2016 als stellvertretende Generalsekretärin der Demokratischen Partei in Thailand. Seit 2015 ist sie Vorsitzende des Fußballvereins Port FC, welcher in der Thai League der höchsten Spielklasse des Landes spielt. 2019 konnte Nualphan gemeinsam mit dem Team den Gewinn des thailändischen FA Cups feiern. Darüber hinaus war Nualphan zwischen 2008 und 2019 als Managerin der Thailändischen Fußballnationalmannschaft der Frauen tätig.
Durch ihre Tätigkeit im Frauenfußball erlangte Nualphan im Juni 2019 überregionale Bekanntheit, während ihr Land an der Fußball-Weltmeisterschaft der Frauen 2019 in Frankreich teilnahm. Thailand verlor das erste Gruppenspiel gegen die USA mit 13:0. Auch im zweiten Gruppenspiel lag das Team gegen Schweden bereits mit 4:0 zurück, als Kanjana Sung-Ngoen den Treffer zum 4:1 in der ersten Minute der Nachspielzeit erzielte. Nualphan feierte trotz der zweiten hohen Niederlage für das Team (das Spiel endete mit 5:1 für die Schwedinnen) das Tor euphorisch an der Seitenlinie und brach dabei in Tränen aus. Ihre Emotionalität fand ein großes positives Medienecho. Dennoch traten sowohl sie als auch die Cheftrainerin Nuengrutai Srathongvian nach der Weltmeisterschaft umgehend von ihren bisherigen Ämtern in der Fußballnationalmannschaft zurück.
Nualphan werden guten Chancen eingeräumt, von der Demokratischen Partei als Gouverneurskandidatin in Bangkok bei der voraussichtlich 2020 stattfindenden Wahl nominiert zu werden. Ihr Cousin Banthoon Lamsam amtiert als CEO der Kasikornbank.
Im April 2017 veröffentlichte sie ihre Autobiografie Madame Pang – Nualphan Lamsam.